# Гега (река)
Ге́га (абх. Иаӷьа, кабард.-черк. Джыджэ) — река в Гагрском районе (Гагрском муниципалитете) Абхазии. Берёт начало на высоте около 1640 м. Общая длина реки 25,6 км, средний уклон — 59 м/км. Площадь водосборного бассейна — 421 км².
Река Гега является одним из правых притоков реки Бзыбь и крупнейшим из них. Русло реки расположено в очень узком и живописном ущелье, из-за чего на всем своем протяжении река изобилует порогами и водопадами.
В одном месте река протекает под землёй через карстовую пещеру, которая известна как «Черкесский водопад», и пройдя 315 метров по подземным коридорам и гротам, вырывается из скалы, падая вниз великолепным водопадом. Гегский водопад, называемый также Черкесским водопадом является одной из достопримечательностей Абхазии, часто посещаем туристами.